# Paratettix subpustulata
Paratettix subpustulata är en insektsart som först beskrevs av Walker, F. 1871.  Paratettix subpustulata ingår i släktet Paratettix och familjen torngräshoppor. Inga underarter finns listade i Catalogue of Life.